# Pflügers Archiv: European Journal of Physiology
Pflügers Archiv: European Journal of Physiology is een internationaal, aan collegiale toetsing onderworpen wetenschappelijk tijdschrift op het gebied van de fysiologie. Het is het oudste wetenschappelijke tijdschrift op dit gebied. De naam wordt in literatuurverwijzingen meestal afgekort tot Pflugers. Arch. Het wordt uitgegeven door Springer Science+Business Media en verschijnt 11 keer per jaar.
Het tijdschrift is in 1868 opgericht door de fysioloog Eduard Pflüger. Het eerste nummer bevatte 26 artikelen. Onder de auteurs daarvan was een groot aantal beroemd geworden wetenschappers zoals Julius Bernstein, Johann Nepomuk Czermak, Franciscus Donders, Siegmund Exner, William Thierry Preyer, Salomon Stricker en Hermann von Helmholtz. Het tijdschrift heeft talrijke belangrijke ontdekkingen gepubliceerd, waaronder de eerste nauwkeurige beschrijving van een actiepotentiaal door Bernstein, bewijs voor het bestaan van het celmembraan door Ernest Overton, en de eerste beschrijving van de Patch-clamp techniek door Erwin Neher en Bert Sakmann.
Verschillende andere fysiologische tijdschriften werden geabsorbeerd door Pflüger's Archiv:
- In 1919, Archiv für Physiologie;[1][2]
- in 1921, Zentralblatt für Physiologie, opgericht in 1887.[1][3]

Het tijdschrift is tweemaal van naam veranderd. Oorspronkelijk heette het Archiv für die gesammte Physiologie des Menschen und der Thiere. In 1910, na Pflüger's dood, werd het omgedoopt tot Pflüger's Archiv für die gesamte Physiologie des Menschen und der Tiere. In 1968 kreeg het zijn huidige naam.
Oorspronkelijk werden alle artikelen in Pflüger's Archiv in het Duits geschreven, soms met Engelstalige samenvatting. Later verschenen ook artikelen in het Frans en in het Engels. Sinds 1997 zijn alle artikelen in het tijdschrift Engelstalig.